# Sigríður Þorsteinsdóttir
Sigríður Þorsteinsdóttir, född 1841, död 1924, var en isländsk redaktör.
Hon grundade, redigerade och gav ut tidningen Framsókn månadsvis tillsammans med sin dotter Ingibjörg Skaptadóttir åren 1895–1899. Tidningen lade stor vikt vid kvinnors frigörelsefrågor och, som nämndes i det första numret, var dess syfte att främja kvinnors utbildning, självständighet och att förbereda dem på att begära och använda nya rättigheter. Hon tillhörde Islands första kvinnliga redaktörer, utgivare och journalister. 